# پومواری یادکامول
پومواری یادکامول (تایلندی: ภุมวารี ยอดกมล؛ آرتی‌جی‌اس: Phum-wari Yotkamol؛ زادهٔ ۹ فوریهٔ ۱۹۸۲) یک هنرپیشه اهل تایلند است.
از فیلم‌ها یا برنامه‌های تلویزیونی که وی در آن نقش داشته‌است می‌توان به محافظ شخصی اشاره کرد.

## فیلم‌شناسی
- اونگ-بک: مبارز موای تای (۲۰۰۳)- موای لک[۱]
- محافظ شخصی (۲۰۰۴)
- تام-یام-گونگ (۲۰۰۵) (دختری در خیابان)[۲]